# 大陵八
英仙座12，又名BD+39 610，HD 16739、SAO 55793、HR 788，是英仙座的一颗恒星，视星等为4.91，位于銀經144.84，銀緯-17.91，其B1900.0坐标为赤經2h 35m 56s，赤緯+39° -17.91′ 16″。